# Dunes flandriennes décalcifiées de Ghyvelde
Dunes flandriennes décalcifiées de Ghyvelde este o arie protejată (sit de importanță comunitară — SCI) din Franța întinsă pe o suprafață de 194 ha, integral pe uscat.

## Localizare
Centrul sitului Dunes flandriennes décalcifiées de Ghyvelde este situat la coordonatele 51°03′32″N 2°32′40″E / 51.05889°N 2.54444°E.

## Înființare
Situl Dunes flandriennes décalcifiées de Ghyvelde a fost declarat arie specială de conservare în baza directivei 92/43 din 1992 referitoare la conservarea habitatelor naturale și a faunei și florei sălbatice pentru a proteja 1 specie de animale.

## Biodiversitate
Situată în ecoregiunea atlantică, aria protejată conține 9 habitate naturale: Dune de coastă fixe cu vegetație erbacee („dune gri”), Dune cu Hyppophaë rhamnoides, Dune cu Salix repens ssp. argentea (Salicion arenariae), Fânețe de joasă altitudine (Alopecurus pratensis, Sanguisorba officinalis), Dune împădurite din regiunile atlantică, continentală și boreală, Depresiuni intradunale umede, Dune mobile de-a lungul țărmului cu Ammophila arenaria („dune albe”), Ape puternic oligomezotrofe cu vegetație bentonică cu Chara spp., Liziere de ierburi înalte hidrofile de câmpie și de nivel montan până la alpin.
La baza desemnării sitului se află o specie protejată de  nevertebrate: Vertigo angustior.
Pe lângă speciile protejate, pe teritoriul sitului au mai fost identificate 18 specii de plante.